# Liste der Monuments historiques in Fleurines (Oise)
Die Liste der Monuments historiques in Fleurines (Oise) führt die Monuments historiques in der französischen Gemeinde Fleurines auf.

## Liste der Bauwerke
| Bezeichnung                      | Beschreibung              | Standort | Kennzeichnung | Schutzstatus | Datum | Bild           |
| -------------------------------- | ------------------------- | -------- | ------------- | ------------ | ----- | -------------- |
| Ehemaliges Priorat St-Christophe |                           | (Lage)   | PA00114689    | Classé       | 1923  | weitere Bilder |
| Kirche St-Jacques-St-Gilles      | Erbaut im 15. Jahrhundert | (Lage)   | PA00114688    | Inscrit      | 1978  | weitere Bilder |

## Liste der Objekte
| Bezeichnung                                       | Beschreibung               | Standort                           | Kennzeichnung | Schutzstatus | Datum | Bild |
| ------------------------------------------------- | -------------------------- | ---------------------------------- | ------------- | ------------ | ----- | ---- |
| Skulptur des heiligen Christopherus               | Kalkstein, 16. Jahrhundert | Kirche St-Jacques-St-Gilles (Lage) | PM60000791    | Classé       | 1938  |      |
| Ölgemälde Saint Sébastien soigné par sainte Irène | 17. Jahrhundert            | Kirche St-Jacques-St-Gilles (Lage) | PM60000790    | Classé       | 1912  |      |